# Gesang der Parzen
Gesang der Parzen (Canto delle Parche), Op. 89, è un brano per coro misto e orchestra di Johannes Brahms, composto nel 1882.

## Storia
Il lavoro utilizza un testo tratto dall'Ifigenia in Tauride di Goethe, che in precedenza era stato adattato per quattro voci da Johann Friedrich Reichardt. Scritto in un unico movimento, il brano fu composto nel 1882, debuttò a Basilea il 10 dicembre dello stesso anno e fu pubblicato nel 1883.

## Strumentazione
È scritto per coro a sei voci (contralti e bassi divisi in due) e un'orchestra composta da due flauti (uno anche ottavino), due oboi, due clarinetti in si bemolle, due fagotti, controfagotto, due corni francesi in re, due corni francesi in fa, due trombe, tromboni (contralto, tenore e basso), tuba, timpani e archi.

## Esecuzioni
Il brano non viene eseguito spesso, ma è stato registrato più volte e ha avuto i suoi appassionati: Anton Webern ammirava un passaggio nella coda costruito su un ciclo di terze maggiori.